# Ferenc Mohácsi
Ferenc Mohácsi   (Budapest, 25 d'octubre de 1929 - 30 d'abril de 2025) va ser un piragüista en aigües tranquil·les hongarès que va competir durant la dècada de 1950. El 1956 va prendre part en els Jocs Olímpics d'Estiu de Melbourne, on guanyà la medalla de bronze en la prova del C-2, 1.000 metres del programa de piragüisme. Formà parella amb Károly Wieland.